# Leczenie uzależnień
Leczenie uzależnień – proces terapeutyczny mający na celu reedukację i resocjalizację jednostki uzależnionej. Ma w konsekwencji prowadzić do zaprzestania lub zmniejszenie częstotliwości przyjmowania substancji psychoaktywnych, redukcji szkód, powrotu do prawidłowego funkcjonowania w społeczeństwie tych jednostek, które wykazywały na tym polu dysfunkcję. Stosowany zazwyczaj wobec osób mających problem ze szkodliwym, nałogowym nadużywaniem środków psychoaktywnych.
Przykładowe modele terapii w wobec narkomanów i alkoholików:
- reprogramming (podejście behawiorystyczne; jest to element terapii, a nie całościowy model)
- psychoterapia indywidualna
- psychoterapia grupowa (w ośrodkach stacjonarnych np. w Monarze funkcję tę pełni społeczność terapeutyczna)
- terapia skoncentrowana na rozwiązaniach (TSR, z ang. BSFT), indywidualna, grupowa (psychoedukacja, treningi umiejętności), sesje rodzinne.
- hipnoterapia.

W Polsce powszechnie stosowany jest model terapii przez reprogramming, gdzie głównym elementem terapii jest wyuczenie nowych, zdrowych modeli zachowań oraz zbioru zasad, które mają ułatwić uzależnionym trwanie w abstynencji oraz walkę z nawrotami choroby (przy tym podejściu twierdzi się, że uzależnienie jest nieuleczalne). Powszechnym trybem jest reedukacja przez pracę połączona z terapią grupową, gdzie głównym narzędziem pracy z pacjentem jest informacja zwrotna.
Detoksykacja (odtrucie) natomiast jest procesem dotyczącym jedynie uzależnienia fizycznego (opiaty, alkohol) i jako taka nie może być traktowana jako właściwy proces terapeutyczny.

## Leczenie odwykowe alkoholizmu
Leczenie odwykowe w przypadku uzależnienia od alkoholu może odbywać się w systemie stacjonarnym, dziennym lub ambulatoryjnym. W warunkach stacjonarnych przeprowadza się najczęściej detoksykację, a także, w razie konieczności, leczenie innych schorzeń, towarzyszących uzależnieniu od alkoholu. W oddziale terapii uzależnień czas pacjenta jest ściśle wypełniony programem psychoterapii. Po zakończeniu terapii w systemie stacjonarnym lub dziennym zaleca się kontynuowanie jej w warunkach ambulatoryjnych. Leczenie w placówkach dziennych i ambulatoryjnych polega również na realizacji programu psychoterapeutycznego. Na wstępie osoba uzależniona otrzymuje zalecenia, czego powinna się wystrzegać. Przede wszystkim obowiązuje bezwzględny zakaz spożywania alkoholu w jakiejkolwiek postaci (także np. piwa bezalkoholowego, zawierającego wbrew nazwie niewielką ilość alkoholu, cukierków, tortów zawierających alkohol itp.). Zalecenia obejmują zmianę towarzystwa i przyzwyczajeń związanych dawniej z piciem. Terapia grupowa służy przede wszystkim uzyskaniu informacji zwrotnej o nieuświadomionych przez osobę uzależnioną zachowaniach, odruchach, o tym, jak jest postrzegany przez inne osoby. Terapia indywidualna służy między innymi omówieniu z terapeutą spraw natury osobistej, o których osoba uzależniona nie ma ochoty mówić w obecności grupy. Omawiany jest mechanizm uzależnienia, przedstawia się alkoholizm jako chorobę, za której powstanie osoba uzależniona nie odpowiada, musi natomiast ponosić konsekwencje swoich działań wynikających z uzależnienia.
Zaleceniem terapii jest także uczestnictwo w spotkaniach Anonimowych Alkoholików. Terapeuci zgodnie potwierdzają skuteczność uczestnictwa w ruchu AA jako sposobu na utrzymanie trzeźwości i rozwój osobisty, niezależnie od ich osobistych poglądów na duchowość.
Końcowym etapem terapii jest teoretyczne nauczenie osoby uzależnionej radzenia sobie z nawrotami choroby. W całej terapii, a zwłaszcza po osiągnięciu przez osobę uzależnioną stanu znacznego spadku głodu alkoholowego, kładzie się nacisk na naukę rozpoznawania emocji i opanowanie sztuki panowania nad nimi.
Leczenie w warunkach ambulatoryjnych trwa przeciętnie a od 12 do 24 miesięcy, a w warunkach stacjonarnych bądź dziennych 6-8 tygodni.
Niekiedy pomocniczo stosuje się farmakoterapię. Wobec osób, które nie mają podwójnej diagnozy, stosowane są np. preparaty:
- Nalorex, Naltrexone, Revia (chlorowodorek naltrexonu) – uzależnienie od opiatów.
- Esperal, Anticol, Antabus (disulfiram) – alkoholizm.

Obecnie, placówki profesjonalne praktycznie nie stosują disulfiramu (anticol, esperal). Działanie tego środka opiera się bowiem jedynie na powodowaniu reakcji uczuleniowej z produktami metabolizmu alkoholu, a ponieważ utrzymują się one w organizmie przez dłuższy czas, istnieje poważne ryzyko, że reakcja taka zostanie wywołana także u osób, które już odstawiły alkohol. Uwzględniono też, że osoby uzależnione mają tendencje do ukrywania faktycznej ilości spożytego alkoholu, często też zaprzeczają, wbrew faktom, jakoby piły. Zdaniem specjalisty terapii uzależnień z Instytutu Psychiatrii i Neurologii – dr med. Bohdana Woronowicza – farmakologia może stanowić jedynie wsparcie dla oddziaływań psychoterapeutycznych w leczeniu alkoholizmu i innych uzależnień, a jednocześnie „stosowanie jakichkolwiek środków farmakologicznych, bez względu na ich skład chemiczny i profil działania, nie może być traktowane jako leczenie uzależnienia od alkoholu.”
Zakłady leczące uzależnienia istnieją w Polsce od początków dwudziestego wieku. W dwudziestoleciu międzywojennym funkcjonowały państwowe ośrodki dla alkoholików i narkomanów w Gościejewie i Świącku oraz prowadzony przez księży zakład w Tarnowskich Górach. Dynamiczny rozwój lecznictwa alkoholizmu nastąpił po drugiej wojnie światowej. W zakresie leczenia narkomanii istotną rolę odgrywają dziś, poza placówkami publicznymi, ośrodki rehabilitacyjne prowadzone przez organizacje pozarządowe.